# Paolo Mazza
Paolo Mazza (Vigarano Mainarda, Italia, 21 de julio de 1901-Ferrara, Italia, 31 de diciembre de 1981) fue un jugador, entrenador de fútbol y dirigente deportivo italiano.

## Biografía
Fue entrenador y director deportivo del S.P.A.L.. Fue presidente del club desde 1946 hasta 1977, y fue pionero en la creación de centros de entrenamiento para juveniles, abriendo el Centro Giovanile di Addestramento. Apodado Il Rabdomante (en español: el Adivino) por el periodista Gianni Brera, debido a su capacidad para detectar talentos, ayudó al SPAL a ascender a la Serie A, un nivel muy por encima del esperado para un club tan pequeño.
Fue entrenador de la selección italiana en la Copa del Mundo de 1962, junto con Giovanni Ferrari.
El Estadio Paolo Mazza lleva su nombre en su honor, al igual que un torneo anual para juveniles organizado por el club.

## Equipos

### Como jugador
| Equipo    | País   | Año |
| --------- | ------ | --- |
| Portuense | Italia | ¿-? |

### Como entrenador
| Equipo                       | País   | Año       |
| ---------------------------- | ------ | --------- |
| Portuense                    | Italia | 1933-1936 |
| SPAL                         | Italia | 1936-1937 |
| Molinella                    | Italia | 1937-1938 |
| Portuense                    | Italia | 1938-1939 |
| Ferrara                      | Italia | 1939-1942 |
| Selección nacional (adjunto) | Italia | 1962      |

## Condecoraciones
| Distinción                                                 |
| ---------------------------------------------------------- |
| Comendador de la Orden del Mérito de la República Italiana |